# ザリナ・ディアス
ザリナ・ディアス（Zarina Diyas, 1993年10月18日 - ）は、カザフスタン・アルマトイ出身の女子プロテニス選手。これまでにWTAツアーでシングルス1勝を挙げている。自己最高ランキングはシングルス31位、ダブルス89位。身長170cm、体重62kg。右利き、バックハンド・ストロークは両手打ち。

## 来歴
6歳からテニスを始める。2007年にプロに転向。
4大大会では2009年全米オープンから予選に挑戦を始めたが、なかなか突破することが出来ず、初出場は5年後の2014年全豪オープンで3回戦まで進出している。2014年ウィンブルドン選手権と2015年ウィンブルドン選手権の4回戦進出が最高成績である。ダブルスでは2014年全米オープンで徐一幡と組みベスト8に進出している。
2016年9月に左手首を手術を受けた。
2017年9月のジャパン女子オープンテニスでは予選から勝ち上がり3年ぶりの決勝に進出した。決勝では加藤未唯を 6–2, 7–5 で破りWTAツアー初優勝を果たした。

## WTAツアー決勝進出結果

### シングルス: 2回 (1勝1敗)
| 大会グレード                  |
| ----------------------------- |
| グランドスラム (0–0)          |
| WTAファイナルズ (0–0)         |
| プレミア・マンダトリー (0–0)  |
| プレミア5 (0-0)               |
| WTAエリート・トロフィー (0-0) |
| プレミア (0–0)                |
| インターナショナル (1–1)      |

| 結果   | No. | 決勝日         | 大会 | サーフェス | 対戦相手             | スコア      |
| ------ | --- | -------------- | ---- | ---------- | -------------------- | ----------- |
| 準優勝 | 1.  | 2014年10月12日 | 大阪 | ハード     | サマンサ・ストーサー | 6–7(7), 3–6 |
| 優勝   | 1.  | 2017年9月16日  | 東京 | ハード     | 加藤未唯             | 6–2, 7–5    |

## 4大大会シングルス成績
略語の説明
| W | F | SF | QF | #R | RR | Q# | LQ | A | Z# | PO | G | S | B | NMS | P | NH |

W=優勝, F=準優勝, SF=ベスト4, QF=ベスト8, #R=#回戦敗退, RR=ラウンドロビン敗退, Q#=予選#回戦敗退, LQ=予選敗退, A=大会不参加, Z#=デビスカップ/BJKカップ地域ゾーン, PO=デビスカップ/BJKカッププレーオフ, G=オリンピック金メダル, S=オリンピック銀メダル, B=オリンピック銅メダル, NMS=マスターズシリーズから降格, P=開催延期, NH=開催なし.
| 大会           | 2009 | 2010 | 2011 | 2012 | 2013 | 2014 | 2015 | 2016 | 2017 | 2018 | 2019 | 2020 | 通算成績 |
| -------------- | ---- | ---- | ---- | ---- | ---- | ---- | ---- | ---- | ---- | ---- | ---- | ---- | -------- |
| 全豪オープン   | A    | A    | LQ   | A    | LQ   | 3R   | 3R   | 1R   | A    | 1R   | 1R   | 3R   | 6–6      |
| 全仏オープン   | A    | LQ   | LQ   | A    | LQ   | 1R   | 2R   | 2R   | LQ   | 2R   | 2R   |      | 4–5      |
| ウィンブルドン | A    | A    | A    | A    | A    | 4R   | 4R   | 1R   | 3R   | A    | 1R   |      | 8–5      |
| 全米オープン   | LQ   | A    | LQ   | A    | LQ   | 3R   | 1R   | A    | LQ   | 1R   | 1R   |      | 2–4      |